# Campeonato Europeo Sub-18 1964
El Campeonato Europeo Sub-18 1964 se llevó a cabo en Países Bajos del 26 de marzo al 5 de abril y contó con la participación de 24 selecciones juveniles de Europa.
El campeón defensor Inglaterra venció en la final a España para conseguir el título por tercera ocasión.

## Participantes
| - Austria - Bélgica - Bulgaria - Checoslovaquia - Alemania Democrática - Inglaterra | - Francia - Alemania Federal - Grecia - Hungría - Italia - Luxemburgo | - Países Bajos (anfitrión) - Irlanda del Norte - Polonia - Portugal - Irlanda - Rumania | - Escocia - España - Suecia - Suiza - Turquía - Yugoslavia |

## Fase de grupos

### Grupo 1
| País    | J | G | E | P | GF | GC | GD | Pts |
| ------- | - | - | - | - | -- | -- | -- | --- |
| España  | 2 | 2 | 0 | 0 | 6  | 1  | +5 | 4   |
| Bélgica | 2 | 1 | 0 | 1 | 2  | 5  | –3 | 2   |
| Hungría | 2 | 0 | 0 | 2 | 2  | 4  | –2 | 0   |

| 26 de marzo | Bélgica | 0-4 | España  |
| 28 de marzo | Hungría | 1–2 | Bélgica |
| 30 de marzo | España  | 2–1 | Hungría |

### Grupo 2
| País       | J | G | E | P | GF | GC | GD  | Pts |
| ---------- | - | - | - | - | -- | -- | --- | --- |
| Turquía    | 2 | 2 | 0 | 0 | 10 | 0  | +10 | 4   |
| Yugoslavia | 2 | 1 | 0 | 1 | 3  | 2  | +1  | 2   |
| Luxemburgo | 2 | 0 | 0 | 2 | 0  | 11 | –11 | 0   |

| 26 de marzo | Luxemburgo | 0-8 | Turquía    |
| 28 de marzo | Yugoslavia | 3–0 | Luxemburgo |
| 30 de marzo | Turquía    | 2–0 | Yugoslavia |

### Grupo 3
| País     | J | G | E | P | GF | GC | GD | Pts |
| -------- | - | - | - | - | -- | -- | -- | --- |
| Portugal | 2 | 2 | 0 | 0 | 4  | 2  | +2 | 4   |
| Italia   | 2 | 1 | 0 | 1 | 3  | 2  | +1 | 2   |
| Grecia   | 2 | 0 | 0 | 2 | 1  | 4  | –3 | 0   |

| 26 de marzo | Portugal | 2–1 | Italia   |
| 28 de marzo | Italia   | 2–0 | Grecia   |
| 30 de marzo | Grecia   | 1-2 | Portugal |

### Grupo 4
| País           | J | G | E | P | GF | GC | GD | Pts |
| -------------- | - | - | - | - | -- | -- | -- | --- |
| Checoslovaquia | 2 | 2 | 0 | 0 | 4  | 2  | +2 | 4   |
| Francia        | 2 | 1 | 0 | 1 | 4  | 3  | +1 | 2   |
| Bulgaria       | 2 | 0 | 0 | 2 | 0  | 3  | –3 | 0   |

| 26 de marzo | Bulgaria       | 0-1 | Checoslovaquia |
| 28 de marzo | Francia        | 2–0 | Bulgaria       |
| 30 de marzo | Checoslovaquia | 3–2 | Francia        |

### Grupo 5
| País             | J | G | E | P | GF | GC | GD | Pts |
| ---------------- | - | - | - | - | -- | -- | -- | --- |
| Suecia           | 2 | 1 | 0 | 1 | 3  | 2  | +1 | 2   |
| Países Bajos     | 2 | 1 | 0 | 1 | 3  | 3  | 0  | 2   |
| Alemania Federal | 2 | 1 | 0 | 1 | 3  | 4  | –1 | 2   |

| 26 de marzo | Alemania Federal | 2–1 | Suecia           |
| 28 de marzo | Suecia           | 2–0 | Países Bajos     |
| 30 de marzo | Países Bajos     | 3–1 | Alemania Federal |

### Grupo 6
| País                 | J                                     | G                                     | E                                     | P                                     | GF                                    | GC                                    | GD                                    | Pts                                   |
| -------------------- | ------------------------------------- | ------------------------------------- | ------------------------------------- | ------------------------------------- | ------------------------------------- | ------------------------------------- | ------------------------------------- | ------------------------------------- |
| Escocia              | 2                                     | 2                                     | 0                                     | 0                                     | 5                                     | 1                                     | +4                                    | 4                                     |
| Suiza                | 2                                     | 0                                     | 0                                     | 2                                     | 1                                     | 5                                     | –4                                    | 0                                     |
| Alemania Democrática | Visa negada por el gobierno holandés. | Visa negada por el gobierno holandés. | Visa negada por el gobierno holandés. | Visa negada por el gobierno holandés. | Visa negada por el gobierno holandés. | Visa negada por el gobierno holandés. | Visa negada por el gobierno holandés. | Visa negada por el gobierno holandés. |

| 26 de marzo | Escocia | 3–1 | Suiza   |
| 30 de marzo | Suiza   | 0–2 | Escocia |

### Grupo 7
| País              | J | G | E | P | GF | GC | GD | Pts |
| ----------------- | - | - | - | - | -- | -- | -- | --- |
| Austria           | 2 | 1 | 1 | 0 | 4  | 2  | +2 | 3   |
| Irlanda del Norte | 2 | 1 | 0 | 1 | 3  | 2  | +1 | 2   |
| Rumania           | 2 | 0 | 1 | 1 | 1  | 2  | –1 | 1   |

| 26 de marzo | Rumania           | 1–1 | Austria           |
| 28 de marzo | Irlanda del Norte | 1–0 | Rumania           |
| 30 de marzo | Austria           | 3–1 | Irlanda del Norte |

### Grupo 8
| País       | J | G | E | P | GF | GC | GD | Pts |
| ---------- | - | - | - | - | -- | -- | -- | --- |
| Inglaterra | 2 | 1 | 1 | 0 | 7  | 1  | +6 | 3   |
| Polonia    | 2 | 1 | 1 | 0 | 2  | 1  | +1 | 3   |
| Irlanda    | 2 | 0 | 0 | 2 | 0  | 7  | –7 | 0   |

| 26 de marzo | Inglaterra | 1–1 | Polonia    |
| 28 de marzo | Polonia    | 1–0 | Irlanda    |
| 30 de marzo | Irlanda    | 0-6 | Inglaterra |

## Fase final
|  | Cuartos de final | Cuartos de final |            |            | Semifinales | Semifinales |  |        | Final      | Final      |  |
|  | 1 de abril       | 1 de abril       |            |            | 3 de abril  | 3 de abril  |  |        | 4 de abril | 4 de abril |  |
|  |                  |                  |            |            |             |             |  |        |            |            |  |
|  |                  |                  |            |            |             |             |  |        |            |            |  |
|  | Suecia           | 0                |            |            |             |             |  |        |            |            |  |
|  | Suecia           | 0                |            |            |             |             |  |        |            |            |  |
|  | Escocia          | 1                |            |            |             |             |  |        |            |            |  |
|  | Escocia          | 1                |            | Escocia    | 2           |             |  |        |            |            |  |
|  |                  |                  |            | Escocia    | 2           |             |  |        |            |            |  |
|  |                  |                  | España     | 3          |             |             |  |        |            |            |  |
|  | Turquía          | 0                | España     | 3          |             |             |  |        |            |            |  |
|  | Turquía          | 0                |            |            |             |             |  |        |            |            |  |
|  | España           | 1                |            |            |             |             |  |        |            |            |  |
|  | España           | 1                |            |            |             |             |  | España | 0          |            |  |
|  |                  |                  |            |            |             |             |  | España | 0          |            |  |
|  |                  |                  | Inglaterra | 4          |             |             |  |        |            |            |  |
|  | Inglaterra       | 2                | Inglaterra | 4          |             |             |  |        |            |            |  |
|  | Inglaterra       | 2                |            |            |             |             |  |        |            |            |  |
|  | Austria          | 1                |            |            |             |             |  |        |            |            |  |
|  | Austria          | 1                |            | Inglaterra | 4           |             |  |        |            |            |  |
|  |                  |                  |            | Inglaterra | 4           |             |  |        |            |            |  |
|  |                  |                  | Portugal   | 0          |             |             |  |        |            |            |  |
|  | Portugal         | 4                | Portugal   | 0          |             |             |  |        |            |            |  |
|  | Portugal         | 4                |            |            |             |             |  |        |            |            |  |
|  | Checoslovaquia   | 0                |            |            |             |             |  |        |            |            |  |
|  | Checoslovaquia   | 0                |            |            |             |             |  |        |            |            |  |
|  |                  |                  |            |            |             |             |  |        |            |            |  |

| Equipo 1 | Resultado | Equipo 2 |
| -------- | --------- | -------- |
| Portugal | 3-2       | Escocia  |

## Campeón
| Eurocopa Sub-18 1964  |
| --------------------- |
| Bandera de Inglaterra |
| Inglaterra 3º Título  |